# Hermann-Josef Freiherr von Boeselager
Hermann-Josef Freiherr von Boeselager (* 16. März 1913 in Heimerzheim, Kreis Bonn; † 8. November 1963) war ein deutscher Land- und Forstwirt sowie Politiker der CDU.

## Ausbildung und Beruf
Hermann-Josef Freiherr von Boeselager besuchte ein humanistisches Gymnasium. Er belegte ein Jurastudium in Fribourg, München, Bonn und Königsberg. 1932 wurde er Mitglied der katholischen Studentenverbindung KDStV Teutonia Freiburg im Uechtland im CV. 1935 wurde er Referendar und 1939 Assessor. Er übte ab 1942 Tätigkeiten in der Landwirtschaft aus.
Boeselager heiratete 1939 Sophie Reichsgräfin Wolff-Metternich zur Gracht (1913–2014), mit der er die Kinder Markus, Dela, Maria-Anna, Antonius, Lidwine und Hermann-Joseph hatte, die zwischen 1941 und 1955 geboren wurden. Boeselager erlag im November 1963 im Alter von 50 Jahren am Steuer seines Wagens einem tödlichen Herzinfarkt.

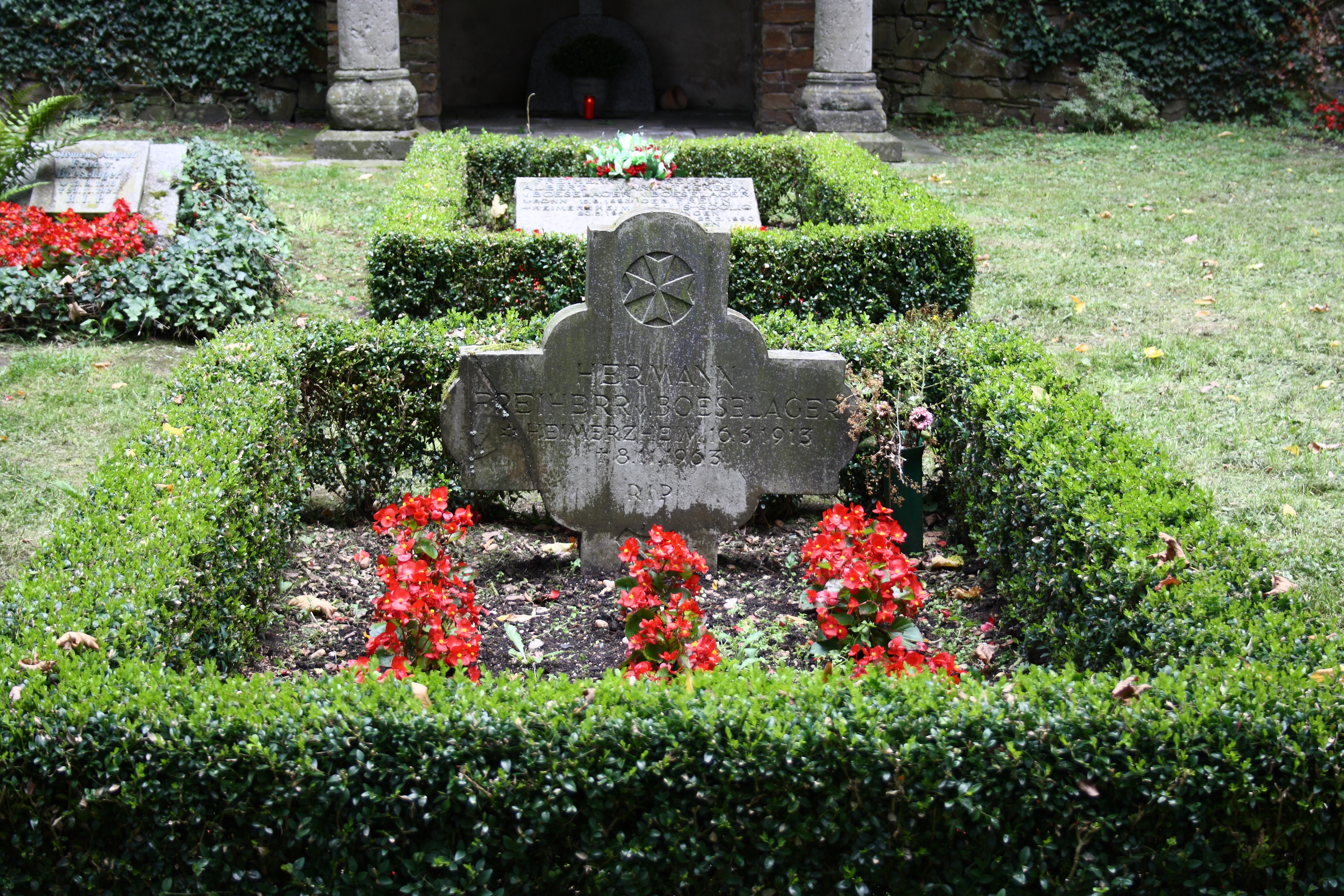
Grabmal auf dem Friedhof von Burg Heimerzheim

## Politik
Zum 1. Mai 1933 trat Hermann-Josef Freiherr von Boeselager der NSDAP bei (Mitgliedsnummer 2.105.193). Nach dem Zweiten Weltkrieg war er Mitglied der CDU. Von 1950 bis 1954 war er Mitglied der Amtsvertretung Ollheim. 1952 bis 1961 wirkte er als Mitglied des Kreistags Bonn; hier war er ab 1956 stellvertretender Fraktionsvorsitzender.
Von Boeselager war vom 21. Juli 1958 bis zum 20. Juli 1962 direkt gewähltes Mitglied des 4. Landtages von Nordrhein-Westfalen für den Wahlkreis 020 Bonn-Land-Nord.